# Wenteltrap (trap)
Een wenteltrap, soms ook Engelse trap of spiltrap genoemd, is een trap die niet in een rechte lijn naar boven gaat, maar die rondom een centrale kolom of spil omhoog gaat. Een wenteltrap heeft daardoor de vorm van een kurkentrekker of helix. De draairichting van de trap is afhankelijk van de locatie en welke eisen er aan zijn gesteld (zie verderop). Een enkele keer, doorgaans door een verbouwing wordt de richting van een wenteltrap veranderd.
Een wenteltrap kan, steunend op de spil, zelfdragend of met de treden in een muur bevestigd zijn. Een wenteltrap is een specifieke vorm van een spiraaltrap.

## Geschiedenis
De wenteltrap, meer specifiek de spiltrap, is ontstaan in de 11e eeuw toen kloosterlingen zich in de Nederlanden gingen vestigen. De kloosterlingen bouwden stenen kloosters en later kwamen er ook stenen burchten. In de beide soorten bouwwerken waren soms torens nodig ter verdediging, in die torens werden dan stenen spiltrappen gebouwd. Deze trappen maakten echter onderdeel uit van de muren van de toren.
Wenteltrappen in burchten waren vaak smal of van een versmalling voorzien, zodat er maar een indringer tegelijk naar boven kon. Wie verdedigde vanuit een nis boven de versmalling, kon de voorste vijand doden en daardoor de trap vrijwel helemaal blokkeren. Naast de verrassing had de verdediger in de hinderlaag nog meer voordelen. Allereerst stond hij hoger dan de indringer. Verder kon hij zijn zwaard vrijuit gebruiken, doordat de wenteltrappen in klokrichting naar boven draaiden. Daardoor had de (rechtshandige) indringer last van de spil van de trap, maar de verdediger niet.
Een zelfstandige spiltrap ontstond vermoedelijk in het begin van de 14e eeuw. In de loop der eeuwen is de spil van de trappen dunner geworden en ook de vorm van de spil kon gaan wisselen. Vanaf 1600 werden sommige spiltrappen ook opgenomen in kozijnen van deuren, waardoor een deel van de spil vlak werd. In de jaren 1600 en 1700 deden de trappen met ingesneden handgreep hun intrede. Rond deze tijd kwamen ook de eerste vierkante spillen voor.
In de 17e eeuw komen ook de eerste spiltrappen met een uitgeboorde spil voor. Deze trappen hebben een spil die met de trap meedraait. Vaak is er in deze spil een handgreep verwerkt. Dit type trap komt onder andere in Amsterdam, Hoorn, Deventer en Zwolle voor. Er is ook een trap in het Gemeenlandshuis van Maassluis.

## Types
Er zijn meerdere typen trappen die de vorm van een helix hebben, het gaat hierbij om de volgende twee trappen:
- De spiltrap werd tot en met de 18e eeuw het meest in woningen geplaatst, omdat deze minder ruimte in beslag neemt dan een kwartslagtrap.[1][3] De trap heeft aan een zijde een pilaar waar de trap als een spiraal omheen loopt en waar deze aan verbonden is. De spil ondersteunt de trap en kan van hout, metaal of beton zijn gemaakt. De treden zijn doorgaans alleen aan de spil bevestigd. Spiltrappen zijn op hun beurt in te delen in drie groepen:
  - Trappen waarvan de treden met een pen met de spil verbonden zijn, hierbij zijn de treden eveneens de dragers van de trap. Deze bouwmethode komt het meest voor.
  - Trappen waarvan de stootborden met een pen met de spil verbonden zijn, hierbij zijn de stootborden de dragers van de trap. Deze bouwmethode wordt met name gebruikt bij trappen met een ingesneden handgreep.
  - Een derde groep bestaat uit trappen die behoren tot beide bovengenoemde groepen. Bij deze groep zijn zowel de stootborden als de treden vastgemaakt aan de spil, elk met één pen.
- De wenteltrap, deze trap heeft geen (direct herkenbare) spil en staat daardoor los. Deze trap is alleen aan de bovenste en onderste tree vastgezet en ondersteunt zichzelf. Doorgaans is deze trap van hout gemaakt. Deze vorm kan zowel sterk als minder sterk gebogen zijn. Zo zijn er wenteltrappen die een halve cirkelvorm hebben, maar er zijn er ook die meer dan 180 graden draaien.[2] Het kan zijn dat de binnenste boom de eigenlijke spil is.

## Onderdelen
- Binnenboom: de drager van de traptreden aan de binnenzijde van de cirkel. Het kan hierbij ook om de spil gaan;
- Buitenboom: de drager van de treden aan de lange of buitenzijde van de traptreden. De treden kunnen in de buitenboom gestoken of er op gelegd zijn. De buitenboom fungeert als extra steunpunt voor de treden. In het geval een trap tegen een muur staat, maar met het onderste kwart vrijstaand, kan voor dat deel een vrijstaande buitenboom geplaatst worden;
- Keepboom: een boom die onder de traptreden ligt en daardoor ondersteund. De buitenzijde is bij oudere trappen bewerkt. Het grootste deel van de keepboom is aan het zicht onttrokken;
- Spil: de paal waarin of waaraan de treden zijn bevestigd. In sommige ronde of ingeboorde spillen is een handgreep gesneden. Dit houdt dan in dat in de spil zelf een ruimte is uitgesneden die als handgreep dienst kan doen. De spil kan elke vorm hebben die er is: rond, vierkant, achtkantig, zestienkantig. De spil bestaat bij houten trappen doorgaans uit het hout uit het hart van een rechte boom, maar deze kan ook spiraalvormig zijn en daarmee met de trap naar boven draaien;
- Schalmgat: gat dat ontstaat tussen de trapdelen, in het midden van een wenteltrap. Het gat bevindt zich op de plek waar anders een spil bij een spiltrap zou zitten;
- Omtimmering: ook wel beschieting. Een houten schot rondom de trap waardoor de traptreden en daarmee de trap geheel of gedeeltelijk aan het zicht onttrokken worden.

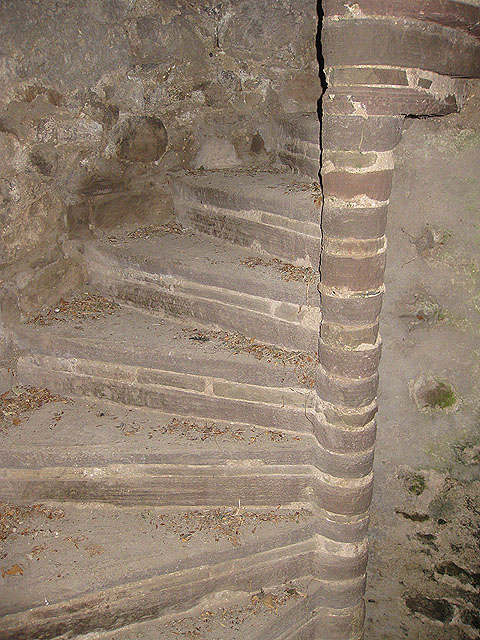
Stenen spiltrap in het kasteel van Usk. De spil en treden zijn uit hetzelfde stuk steen gehakt.
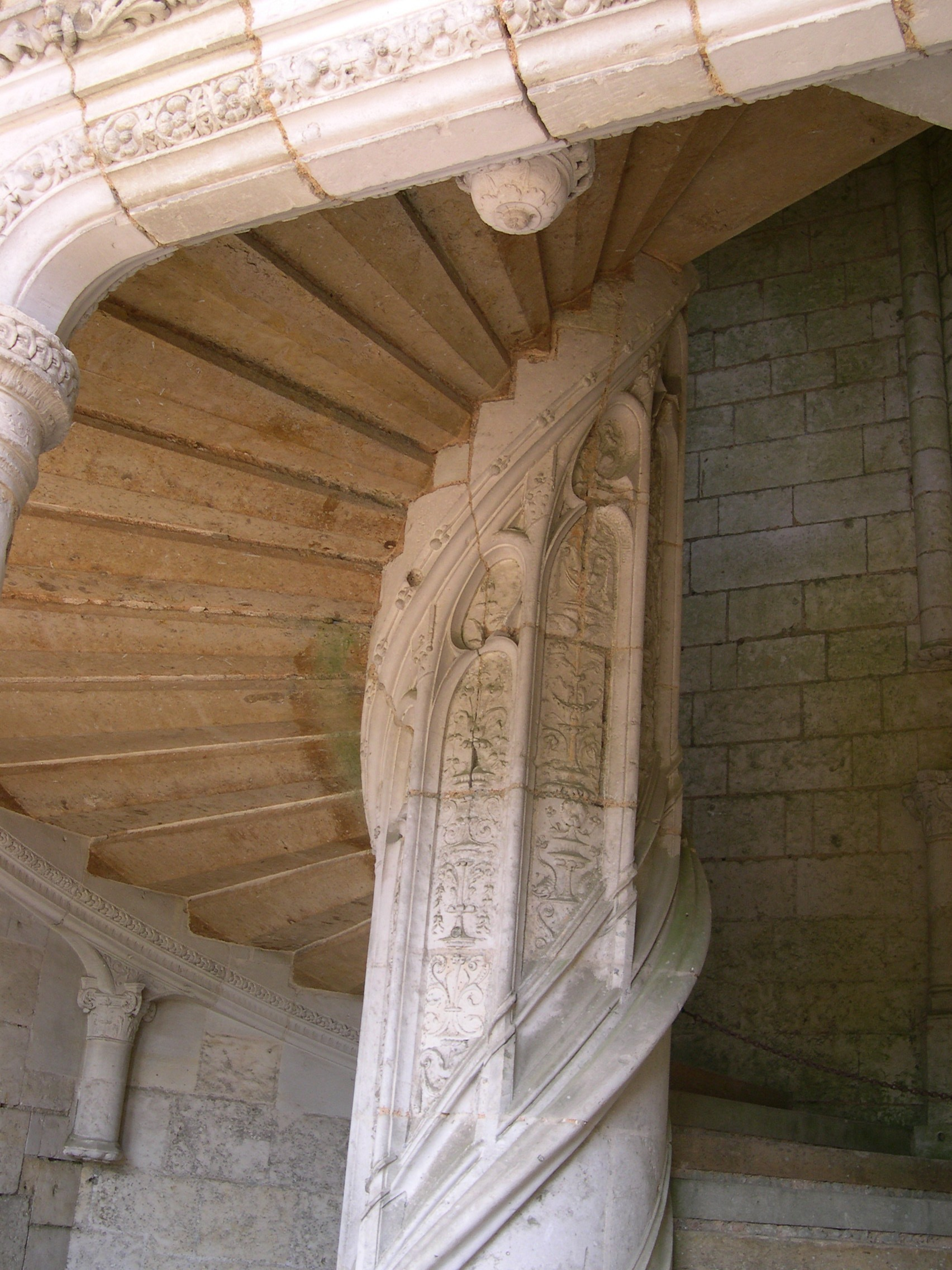
Versierde spil met handgreep in de spil in Kasteel van Châteaudun
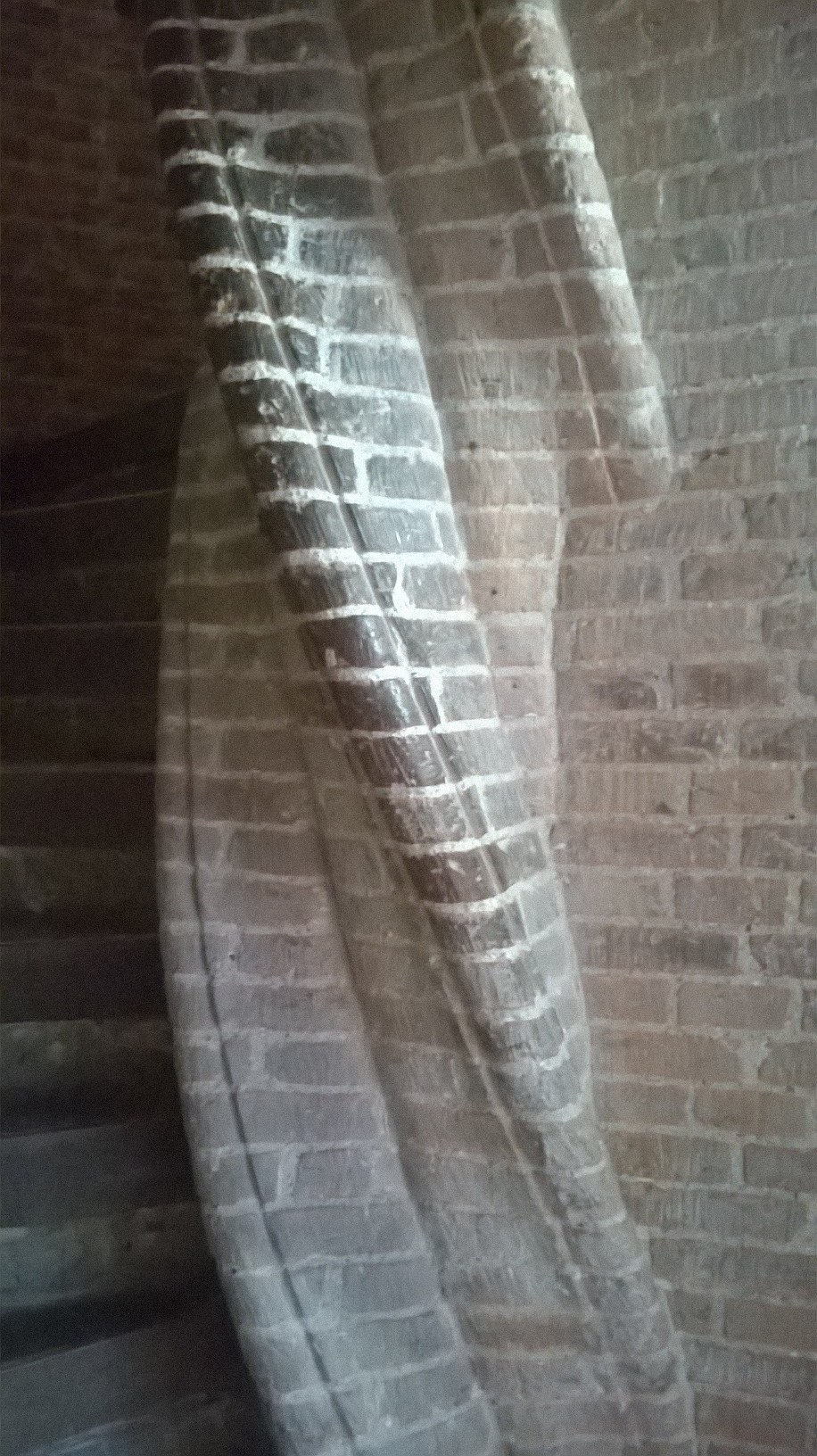
Bakstenen spiltrap met dito spil waarin een handgreep zit in het Prinsenhof in Delft
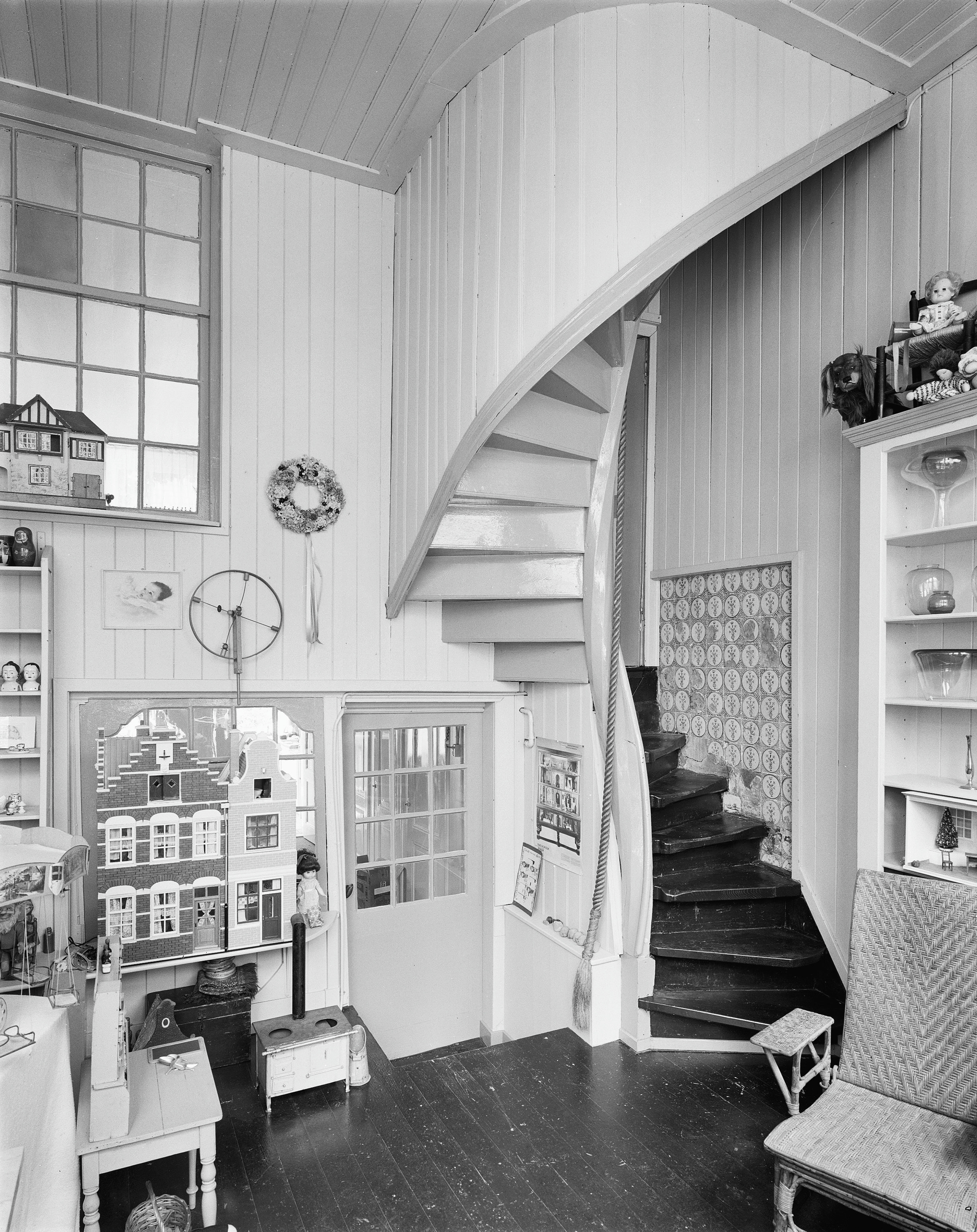
Spiltrap met geboorde spil in het Speelgoedmuseum De Kijkdoos
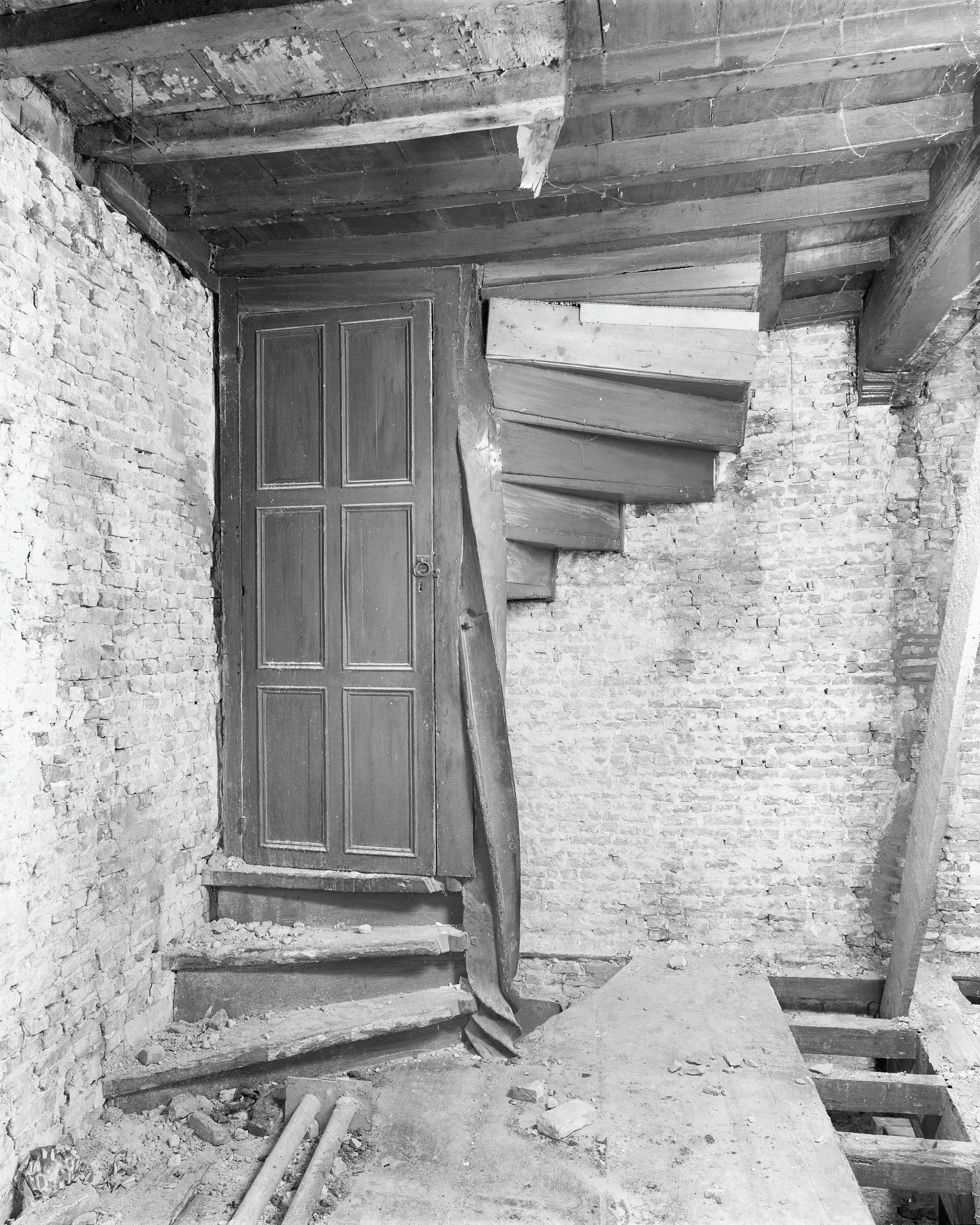
Spiraalvormig gesneden spil, met spiraalvormige handgreep in de spil. Ridderstraat 5 in Heusden.
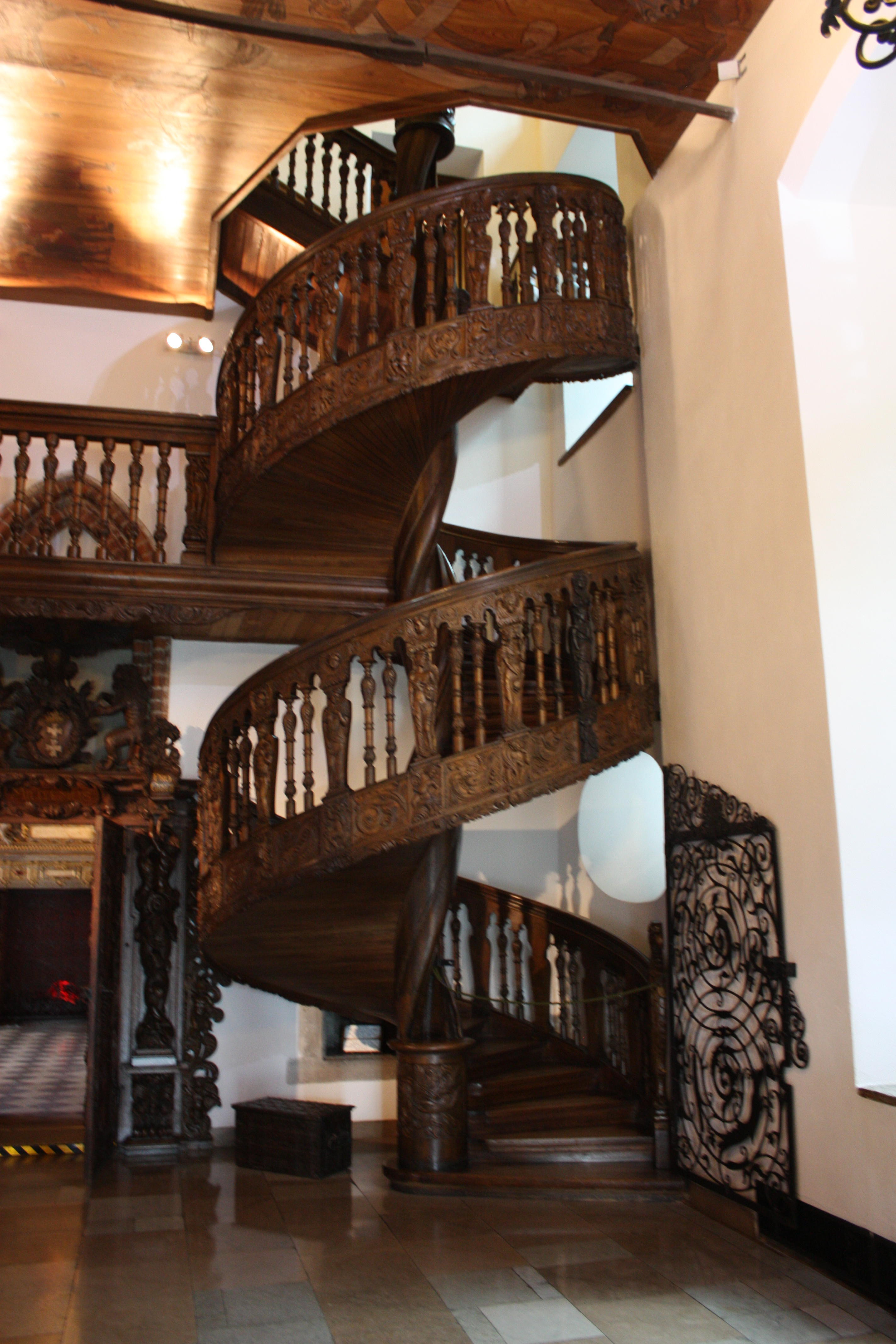
Trap in het rechtsstadsraadhuis in de Poolse stad Gdańsk
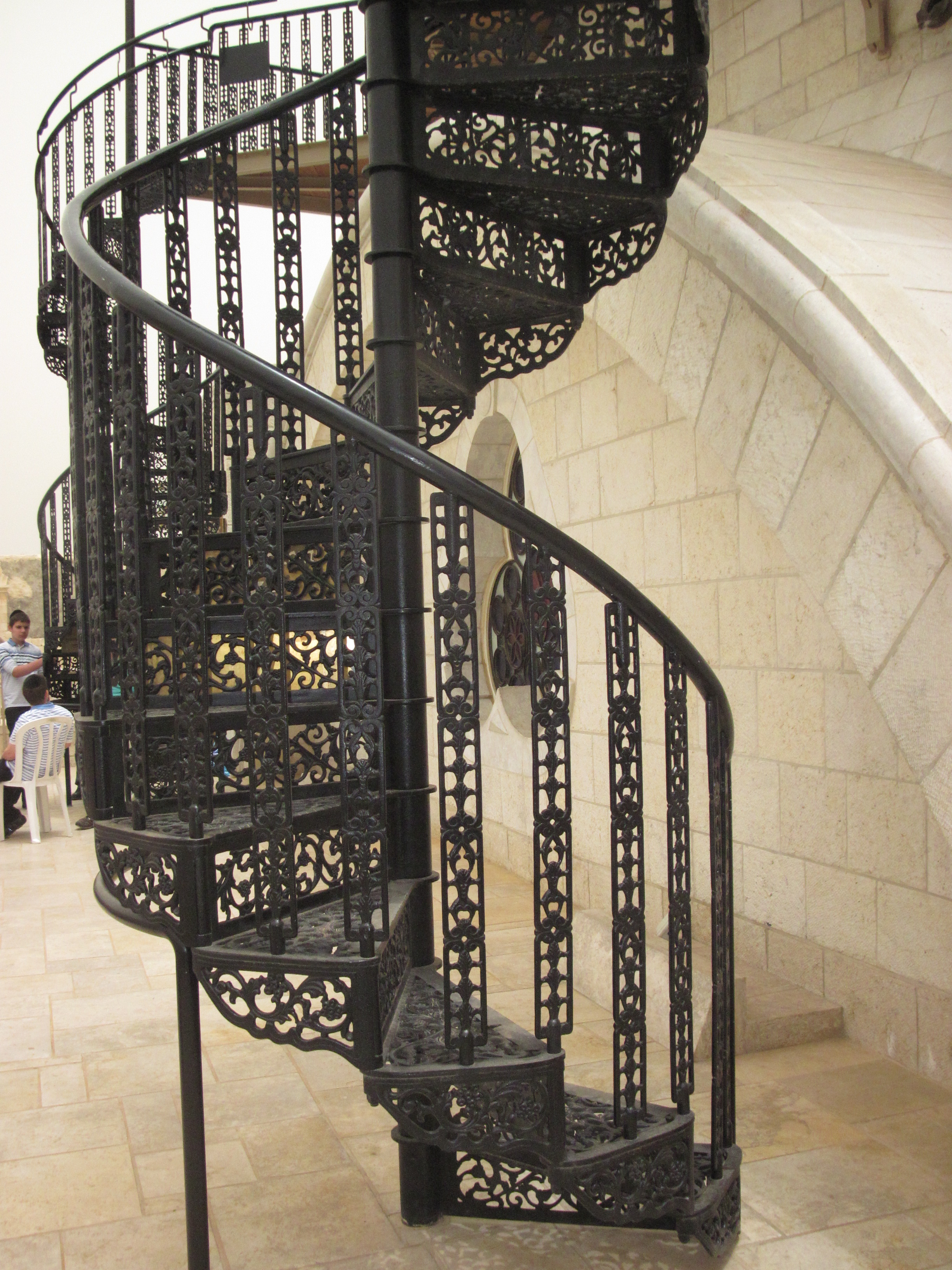
Spiltrap bij de Hurva-synagoge
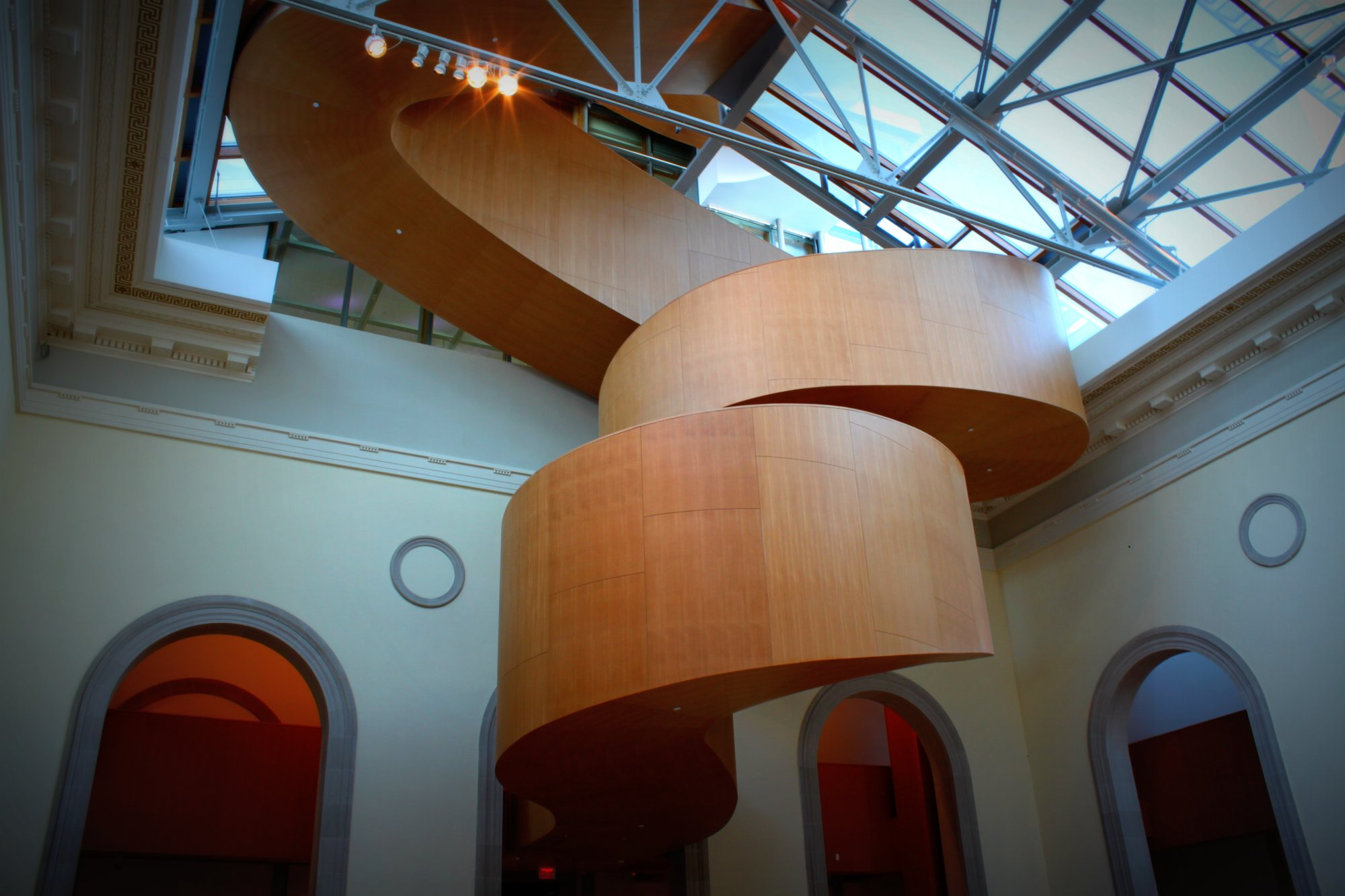
Geheel omtimmerde wenteltrap in de Art Gallery of Ontario
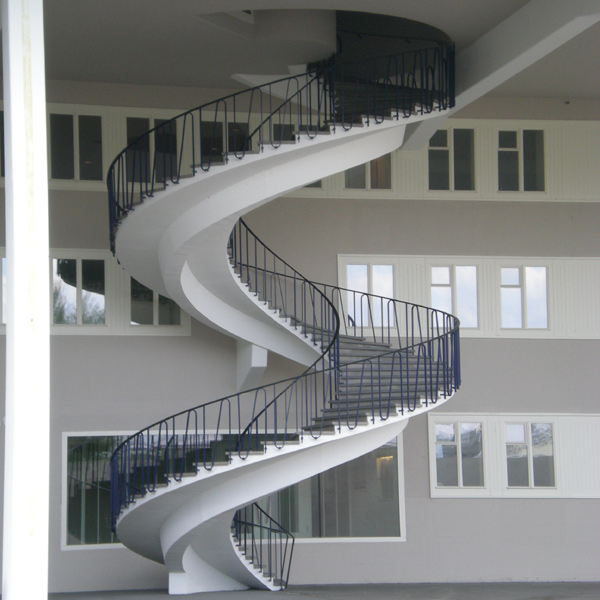
Moderne betonnen wenteltrap, duidelijk zonder spil
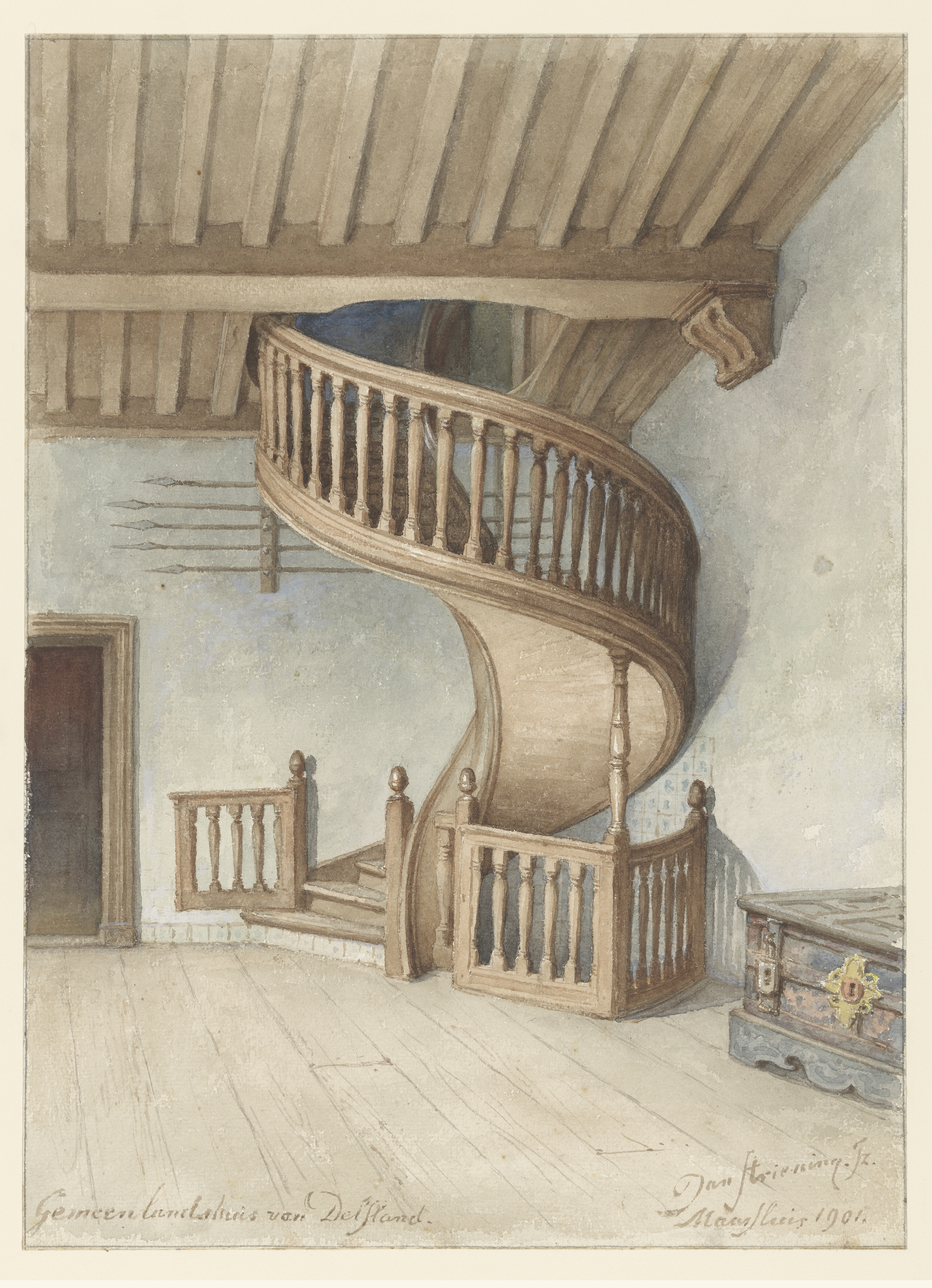
Houten wenteltrap in het Gemeenlandshuis van Delfland